# وحشی نیک

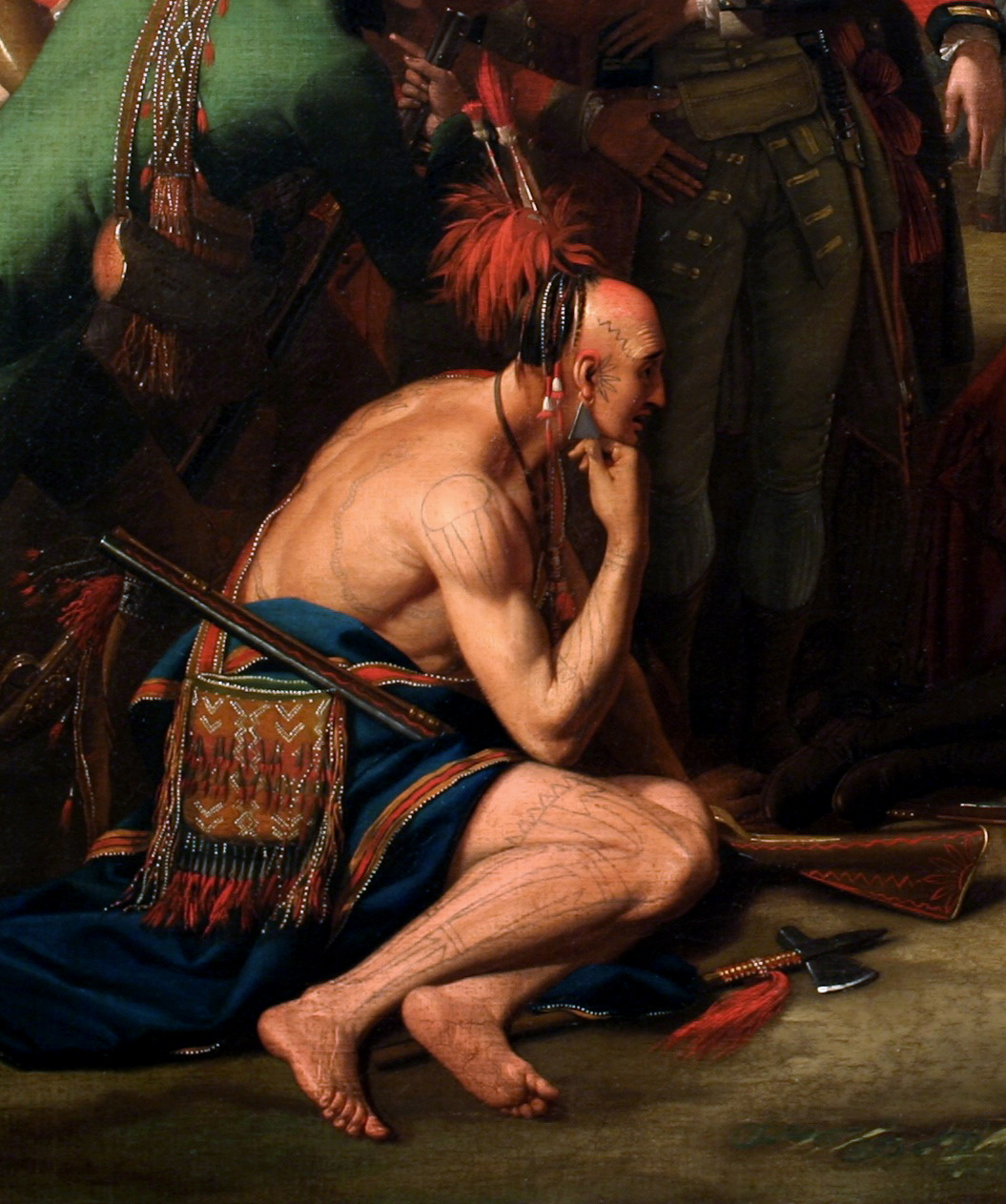
طرحی از بنجامین وست به نام «مرگ جنرال ولفه»؛ وست در این اثر مردم بومی آمریکا را در چارچوب مفهوم سنتی وحشی نجیب به تصویر کشیده‌است.

وحشی نیک یا وحشی نجیب (به انگلیسی: Noble Savage)، (به فرانسوی: Bon Sauvage) اصطلاحی‌ست که در سده هجدهم توسط پیروان مکتب بدوی‌گرایی دربارهٔ مردم جوامع ابتدایی ابداع شد. این اصطلاح واکنشی بود علیه حرکت انسان به سوی تمدنی که به از دست دادن سرشت طبیعی‌اش می‌انجامد، تقدیس ذات انسان به عنوان بخشی از طبیعت و تأکید بر این که سرشت نیک همان فطرت آزاده و نجیب طبیعی‌ست که در مردمان جوامع ابتدایی دیده می‌شود. این اصطلاح نخستین بار در نمایشنامه تصرف گرانادا اثر جان درایدن به کار رفت و در قرن هجدهم یکی از واژگان کلیدی سانتی‌مانتالیست‌های اروپا شد.
این اصطلاح ارتباط تنگاتنگی با رمانتیسیسم و به ویژه فلسفه روسو دارد. روسو کتاب امیل یا دربارهٔ آموزش (۱۷۶۲) را با این عبارت آغاز می‌کند:
«در دستان آفریدگار همه چیز سالم می‌ماند. در دستان انسان همه چیز دستخوش فساد می‌گردد.»